# Bau (Fidschi)
Bau (ˈmba.u) ist eine Insel in Fidschi vor der Ostküste der Hauptinsel Viti Levu. Die Insel wurde Mitte des 19. Jahrhunderts zu einem Machtzentrum in Fidschi und übt bis heute bedeutenden politischen Einfluss aus. Auch die Sprache Fidschi, mit zahlreichen Dialekten, erhält ihren Offiziellen Standard durch den Dialekt von Bau.

## Geographie
Das gleichnamige Dorf Bau ist die Hauptstadt der Kubuna-Konföderation (Kubuna Tribe) und das Häuptlingszentrum der Provinz Tailevu. Das Dorf ist aufgeteilt in die Bezirke Bau, Lasakau und Soso, welche verschiedenen Clans angehören:
Häuptlingstitel
- Vunivalu (der vornehmste der Häuptlingstitel von Fidschi).
- Roko Tui Bau, zuletzt geführt von Ratu Joni Madraiwiwi, dem ehemaligen Vice-President of Fiji.
- Komai Nadrukuta, Häuptlingstitel der Siedlung Lasekau vom Clan Nabou (Na Bai kei Bau).
- Tunidau, Häuptlingstitel der Siedlung Soso vom clan Rara (Rara o Soso).

### Sehenswürdigkeiten
Zu den Sehenswürdigkeiten gehört Fidschis älteste christliche Kirche und ein alter Stein, auf dem die Schädel von Opfern des Kannibalismus zerschmettert wurden.

## Geschichte

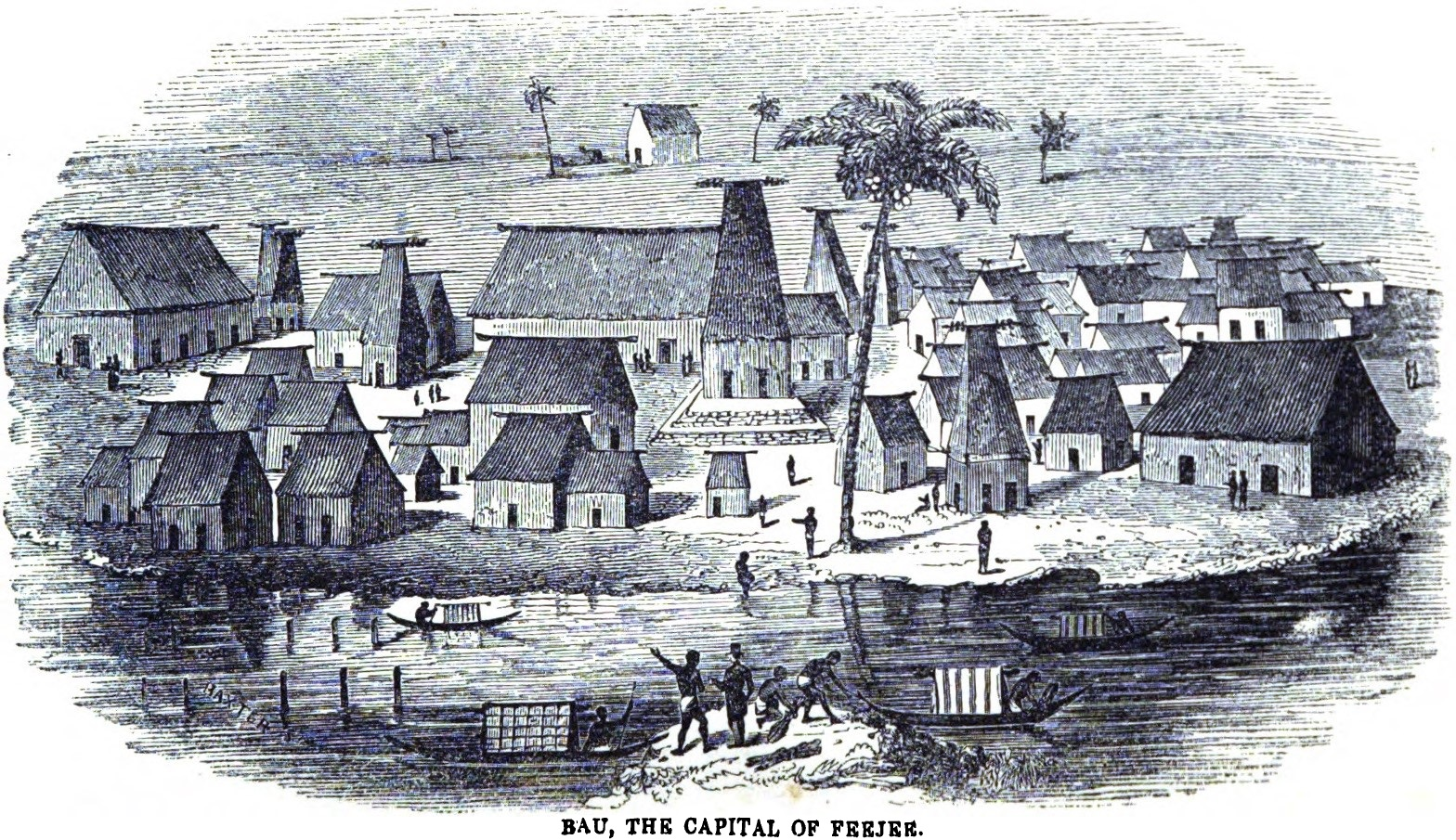
Bau, Hauptstadt von Feejee, 1848.

Nach der Überlieferung gründete Ratu Vueti Koroi-Ratu mai Bulu, Serui-Ratu mai Bulu, der erste Roko Tui Bau Vuani-ivi, in Kubuna das Kingdom of Kubuna und bildete eine der ältesten bekannten Siedlungen in Fidschi, nachdem die Feindseligkeiten der Menschen von Nakauvadra nachgelassen hatten und die siegreiche Streitmacht von Bau aus den Bergen zurückkamen und auf dem Weg zum Meer einen Cairn antrafen, den sie Ulunivuaka nannten, später benannten sie ihn „Bau“ zu Ehren von Ratu Vueti und seiner Leistungen. Der Name bezieht sich auf einen Kultplatz in den Nakauvadra-Bergen. Ratu Vueti nahm die Titel Roko Tui Bau Vuani-ivi an und Koroi Ratu Maibulu. Nach seinem Tod wurde er  in Kubuna beigesetzt.
Dann kam es zu Zwistigkeiten zwischen Bucaira und Vunibuca über die Nachfolge des Ratu Vueti. Andere Clans gingen nach Namuka und zogen von Ort zu Ort. Letztlich wurde ein neuer Roko Tui Bau, Ratu Serumataidrau, von den Vuaniivi, gewählt, ein Tokatoka Valelevu der Mataqali und des Yavusa Ratu Vuani-ivi Buca-Clans, welcher sich in Namuka angesiedelt hatte.
Naulivou wurde 1791 als Vunivalu eingesetzt (ein Titel der im modernen Fidschi den obersten Häuptling im Kingdom of Kubuna, bezeichnet) nach dem Tod seines Vaters Banuve, welcher drei Söhne hatte: Naulivou, Tanoa II. und Celua. Ratu Raiwalui des Roko Tui Bau Vuaniivi Clan, Yavusa-Ratu, wurde der sechste Roko Tui Bau Vuani-Ivi und der zweite Roko Tui Bau Vuani-Ivi, wodurch ihm die Insel Delainakorolevu (Ulunivuaka) zufiel, welche dann 1760 „Bau“ genannt wurde. Die Umbenennung erfolgt durch den fünften Roko Tui Bau Vuani-ivi Ratu Lele, der dann in Delai Daku beigesetzt wurde.
Die Beziehung zwischen diesen beiden letztgenannten Männern war keine freundschaftliche. Als sie ihren Konflikt austrugen, floh der Vuaniivi Clan  nach Kubuna und suchte Schutz bei Titokobitu, dem Häuptling von Namara. Zusammen mit einigen anderen Häuptlingen von Namara, erreichten sie Koro und wandten sich von da nach Vuna, auf der Insel Taveuni, und dann nach Vanuabalavu. Die Menschen von Namara aus dem Dorf Levukana auf Lomaloma, die sich später den Fliehenden angeschlossen hatten, wurden in Vuna zurückgelassen und flohen in die Berge falls die Menschen von Bau sie suchen würden. Die Krieger von Vuaniivi ließen einige ihrer Kriegs-Kanus hoch und trocken am Strand von Vuna, als sie nach Vanuabalavu aufbrachen.
Mit Hilfe von Charlie Savage, der Feuerwaffen nach Bau brachte und damit die Vorteile für neuen Wohlstand und Macht, was durch die Musketen symbolisiert wurde, intensivierten sich die politischen Rivalitäten und beschleunigten den Aufstieg des Kingdom of Bau, welches von Naulivou als Vunivalu beherrscht wurde und in der Folge durch seinen Neffen Cakobau. Seit den 1850ern behrrschte Bau den Westen von Fiji. Cakobaus Hauptrivale war der tonganische Häuptling Enele Ma’afu, der eine Streitmacht christlicher Tonganer und deren Verbündete aus dem Osten von Fidschi heranführte. Nach einer kurzlebigen Allianz mit Ma’afu wurde Cakobau 1854 selbst Christ. Die Einwohner von Bau entwickelten sich schnell zu einer unbesiegbaren militärischen Macht. Mit dieser unerreichten Macht konnte Seru Epenisa Cakobau 1871 ganz Fidschi unter seine Herrschaft bringen.